# Sportivi Ghiaccio Cortina
Pour les articles homonymes, voir Cortina (homonymie).
La Sportivi Ghiaccio Cortina est un club de hockey sur glace professionnel basé à Cortina d'Ampezzo dans la province de Belluno en Italie qui évolue dans la Série A.

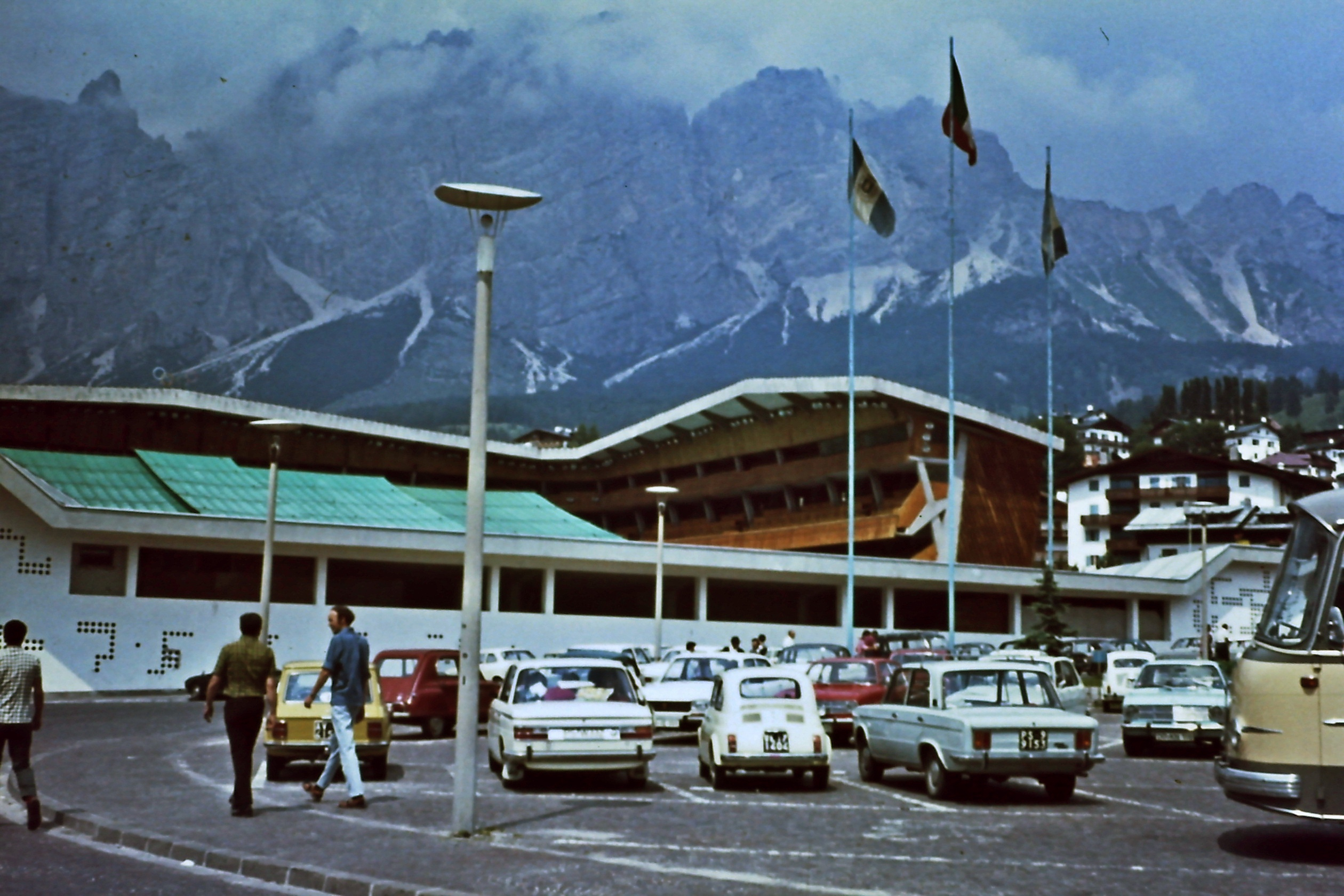
Le Stadio olimpico lors de l'été 1971.

Le SG Cortina est fondé en 1924 sous le nom de Gruppo Sportivo Dolomiti Cortina Hockey. En 1935, le fascisme impose le retrait du mot "hockey" du nom et le club est rebaptisé Associazione Sportiva Ghiaccio Cortina. Après la guerre, le club prit son nom actuel.

## Palmarès
- Championnat d'Italie (17) : 1932, 1957, 1959, 1961, 1962, 1964, 1965, 1966, 1967, 1968, 1970, 1971, 1972, 1974, 1975, 2007 et 2023.
- Coupe d'Italie (3) : 1973, 1974 et 2012.
- Coupe de Bale (en) (1) : 1958.